# Zulma Brandoni de Gasparini
Zulma Nélida Brandoni De Gasparini (née en 1944 à La Plata) est une paléontologue argentine considérée comme une référence internationale pour l'étude des reptiles du Mésozoïque et du Cénozoïque en Amérique du Sud.  Elle est connue notamment pour avoir découvert les fossiles du dinosaure Gasparinisaura, qui porte son nom. Elle est professeur émérite de l'Université Nationale de La Plata, chercheuse au CONICET et dirige la Division Paléontologique des vertébrés au Musée de la Plata (en).

## Biographie

### Débuts
Elle fait toutes ses études dans la ville de La Plata.
Elle obtient un doctorat en sciences naturelles en 1973. Sa thèse, centrée sur les Crocodilia fossiles de l'Argentine du Trias au Pléistocène, est intitulée Revue des fossiles Crocodilia (Reptilia) du territoire argentin : son évolution, ses relations phylogénétiques, sa classification et ses implications stratigraphiques, et a été réalisée sous la direction de Rosendo Pascual.

### Contributions scientifiques
Le domaine d'expertise de Z. Gasparini est la paléoherpétologie. Ses recherches portent sur les reptiles disparus marins et continentaux d'Argentine, de Cuba, de Colombie, du Venezuela, du Brésil, du Chili et de l'Antarctique.
Zulma Gasparini est principalement reconnue pour ses études sur les crocodiles mésozoïques et cénozoïques en Argentine, et pour avoir initié et dirigé une équipe qui a découvert des reptiles marins mésozoïques en Patagonie et dans la péninsule antarctique. Elle a étudié les premiers plésiosaures, mosasaures et le premier dinosaure du Crétacé découverts en Antarctique. Elle a également travaillé sur l'interprétation de la présence de reptiles marins jurassiques (148 Ma) dans le corridor des Caraïbes.
Neuf nouveaux taxons ont été nommés en l'honneur de Zulma Gasparini. Le petit dinosaure herbivore Gasparinisaura cincosaltensis est le plus connu internationalement ; étudié par Rodolfo Coria et Leonardo Salgado, il a été nommé par les auteurs d'après Zulma Gasparini, en hommage à sa contribution à l'étude des reptiles mésozoïques en Patagonie,

### Parcours et carrière

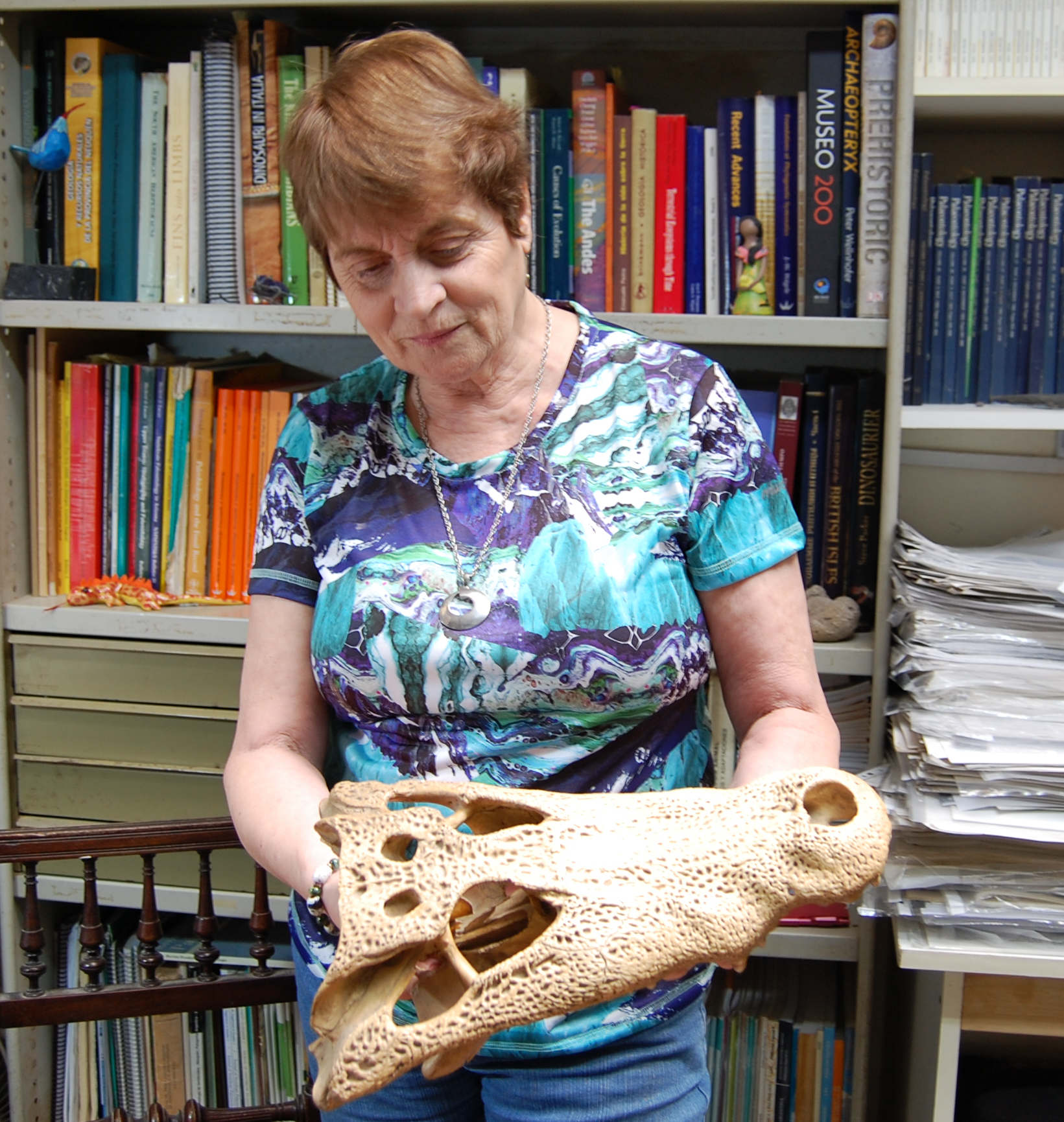
Zulma Brandoni De Gasparini dans son laboratoire du Musée de la Plata avec le crâne d'un caïman yacare

Dans les premiers temps des études de Z. Gasparini, la proportion de femmes dans son cursus était de 12 %. Elle  a dû vaincre des préjugés masculins concernant le manque de compétence supposé des femmes dans certains domaines de la paléontologie, y compris de la part de ses "maîtres" ou mentors, Rosendo Pascual et José Bonaparte, qui l'ont formée professionnellement et soutenue.
Elle a étudié des reptiles fossiles du Jurassique moyen provenant  du Désert d'Atacama au Chili, en coopération avec Guillermo Chong Díaz, directeur de l'Institut Géologique du Chili, à Antofagasta. L'importance de ses découvertes lui a permis de mener à bien plusieurs publications à ce sujet.
En 1972 elle devient chercheuse au CONICET.  
En 1974 elle étudie les crocodiles du Miocène du site paléontologique de La Venta en Colombie, en même temps qu'elle  fait des observations sur le comportement de plusieurs espèces de crocodiles actuelles dans le centre-nord de l'Amérique du Sud. Elle étudie les premiers plésiosaures du Crétacé à long cou, bien avant qu'ils ne soient décrits en Patagonie et en Antarctique, à partir des collections du Service géologique colombien (Ingeominas) à Bogotá, et dans un petit musée à Villa de Leyva.
Dans les années 1990, elle étudie avec des collègues une collection de reptiles marins de l'Oxfordien de la région de Pinar del Rio à Cuba. De nouveaux crocodiles, tortues, plésiosaures à long cou, pliosaures et ptérosaures sont alors décrits. L'étude de cette herpétofaune du Jurassique supérieur a contribué à vérifier la présence d'un couloir caribéen entre l'Atlantique et le Pacifique, qui aurait servi de passage pour les grands prédateurs marins de l'époque
En 2006 elle publie dans la prestigieuse revue Science une  étude intitulée « Un insolite crocodyliforme marin à la charnière du Jurassique et du Crétacé de Patagonie » (avec Diego Pol et Luis Spalletti), étudie qui décrit l'espèce Dakosaurus andiniensis, popularisée sous le nom de « Godzillasuchus ». Ce  travail a été soutenu par la National Geographic Society des États-Unis, qui a publié une couverture consacrée à cette découverte,.
Elle est actuellement professeur dans le domaine de la paléontologie des vertébrés et chercheuse principale au CONICET

## Prix et distinctions
Zulma Gasparini est membre de l’Académie nationale des sciences, de l'Académie nationale des sciences exactes, physiques et naturelles, et de l' Académie mondiale des sciences (The World Academy of Sciences, TWAS).  Elle a été présidente de l’Association argentine de paléontologie (APA), membre du comité de rédaction de l’Ameghiniana and Andean Geology.
Elle a été déclarée Citoyenne d'honneur de la ville de La Plata, a reçu le prix Bernard Houssay (1987) et des récompenses pour l'ensemble de ses réalisations de l'Association de paléontologie argentine, de l'Association géologique argentine et de l'Académie nationale des sciences physiques et naturelles exactes. Elle a reçu le prix Pellegrino Strobel décerné par l'Université de Buenos Aires.